# Holmsjön (Målilla socken, Småland)
Holmsjön är en sjö i Hultsfreds kommun i Småland och ingår i Emåns huvudavrinningsområde. Sjön är 10,5 meter djup, har en yta på 0,172 kvadratkilometer och är belägen 172,6 meter över havet. Sjön avvattnas av vattendraget Brittebäck.

## Delavrinningsområde
Holmsjön ingår i det delavrinningsområde (636640-149462) som SMHI kallar för Mynnar i Emån. Medelhöjden är 171 meter över havet och ytan är 10,57 kvadratkilometer. Det finns inga avrinningsområden uppströms utan avrinningsområdet är högsta punkten. Brittebäck som avvattnar avrinningsområdet har biflödesordning 2, vilket innebär att vattnet flödar genom totalt 2 vattendrag innan det når havet efter 105 kilometer. Avrinningsområdet består mestadels av skog (95 procent). Avrinningsområdet har 0,17 kvadratkilometer vattenytor vilket ger det en sjöprocent på 1,6 procent.